# Cymatoceratidae
Famille
Les Cymatoceratidae sont une famille fossile  de nautiles.

## Liste des genres
Selon TPDB (site visité le 29 décembre 2017), la famille compte quatre genres :
- † Cymatonautilus
- † Neocymatoceras
- † Procymatoceras
- † Syrionautilus

Selon IRMNG (site visité le 27 avril 2022), la famille compte neuf genres :
- † Cymatoceras Hyatt, 1884
- † Cymatonautilus Spath, 1927
- † Deltocymatoceras Kummel, 1956
- † Epicymatoceras Kummel, 1956
- † Eucymatoceras Spath, 1927
- † Heminautilus Spath, 1927
- † Neocymatoceras Kobayashi, 1954
- † Procymatoceras Spath, 1927
- † Syrionautilus Spath, 1927

### Publication originale
- (en) L.F. Spath, « Revision of the Jurassic cephalopod fauna of Kachh », Memoirs of the Geological Survey of India, Palaeont. Indica, [nouvelle série], 1927